# 表訓寺

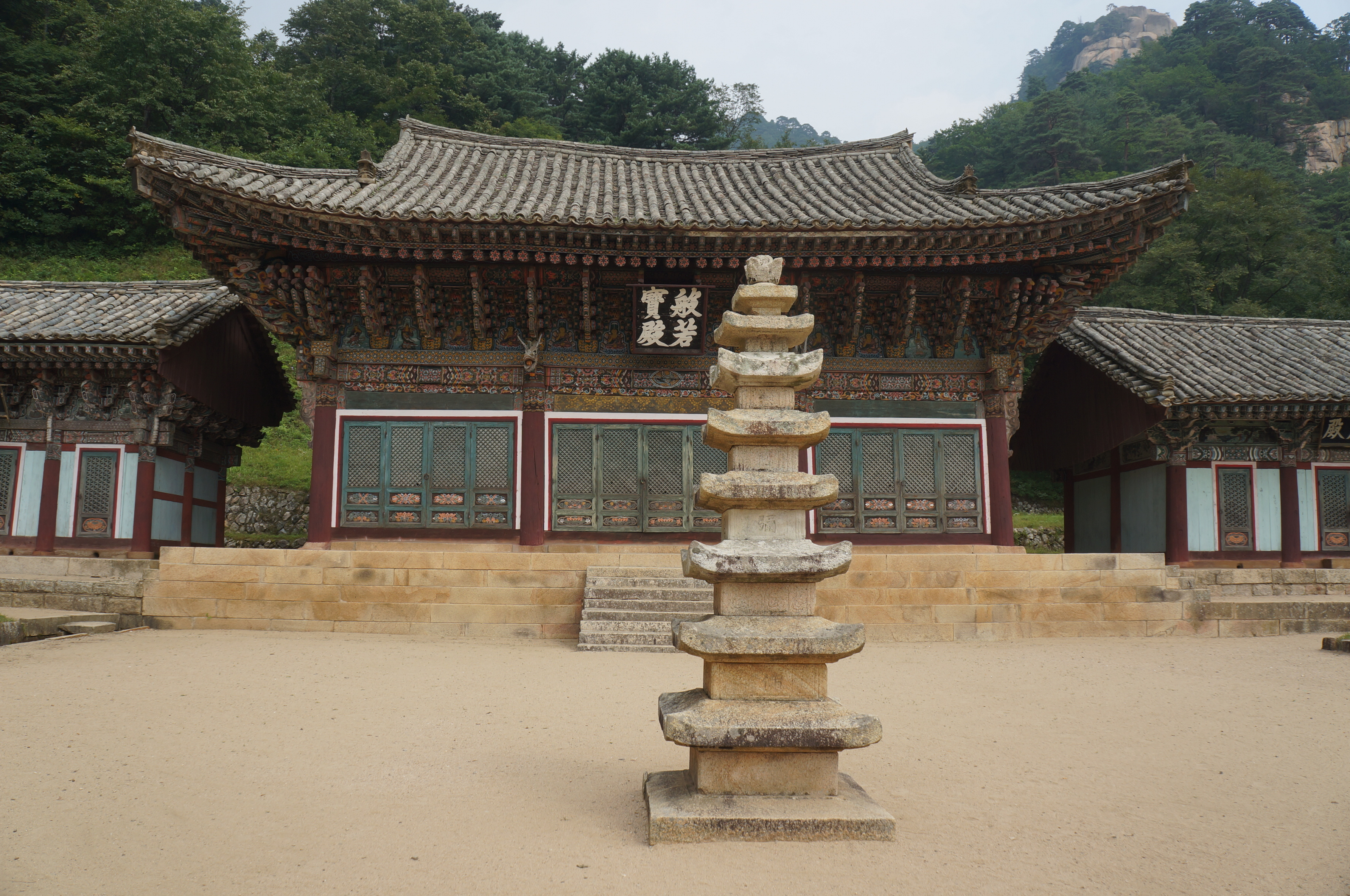
內金剛山表訓寺

表訓寺（朝鲜语：／）位於朝鮮金剛山，建於7世紀新羅時代，是金剛山四大佛寺中唯一完好保存於韓戰戰火的寺廟。寺廟的墓地中埋葬著西山大師休靜，一位在壬辰之亂中敗退豐臣秀吉的僧人。
朝鮮民主主義人民共和國政府將其收入為第97號國寶。